# 冰碛

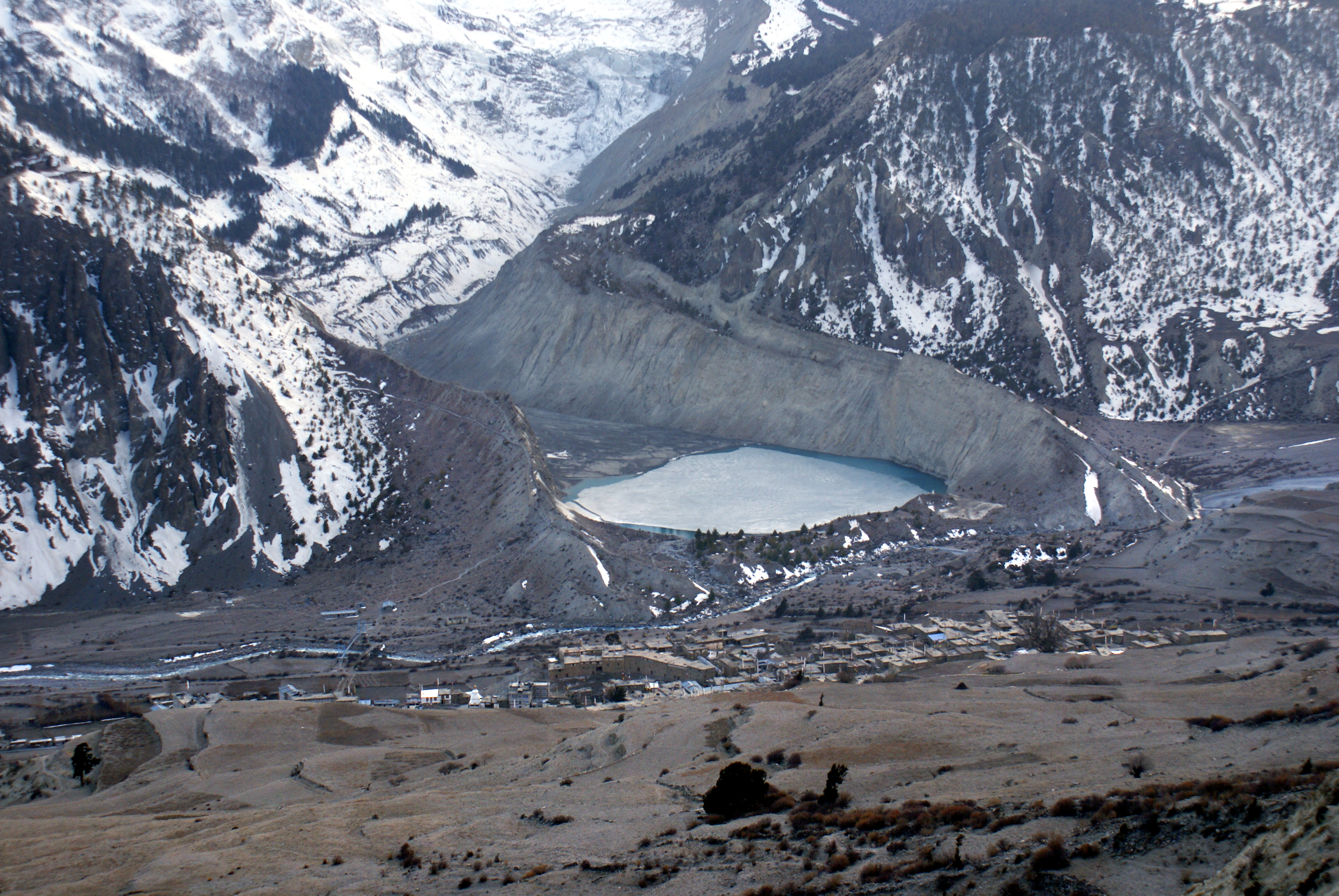
位於尼泊爾山谷冰川所形成的冰磧湖。

冰磧，又稱冰磧作用，大致上可分為下列兩種情形：形成丘陵或平原。
冰磧丘陵指任何一種冰川消融之後，在表磧內磧中的磧幾乎都沉流到冰川的谷底，和底磧、中碛合稱為基磧，這些冰磧沉積物隨著時間流逝，跟著谷底的地形和強風，逐漸變成高低起伏的大小丘陵，因此稱為冰磧丘陵。冰川越大，丘陵就越大，例如：大陸冰川。
冰磯地形之一 冰河融解後，部分碎屑物直接沉積，形成大小混雜、層次難分的冰磧，在原地堆積形成冰磧平原。
1. ↑  繁：，简：，拼音：，注音：，音同「器」

## 参見
- 冰川（冰蝕谷）
- 冰川